# Волокуша (сани)

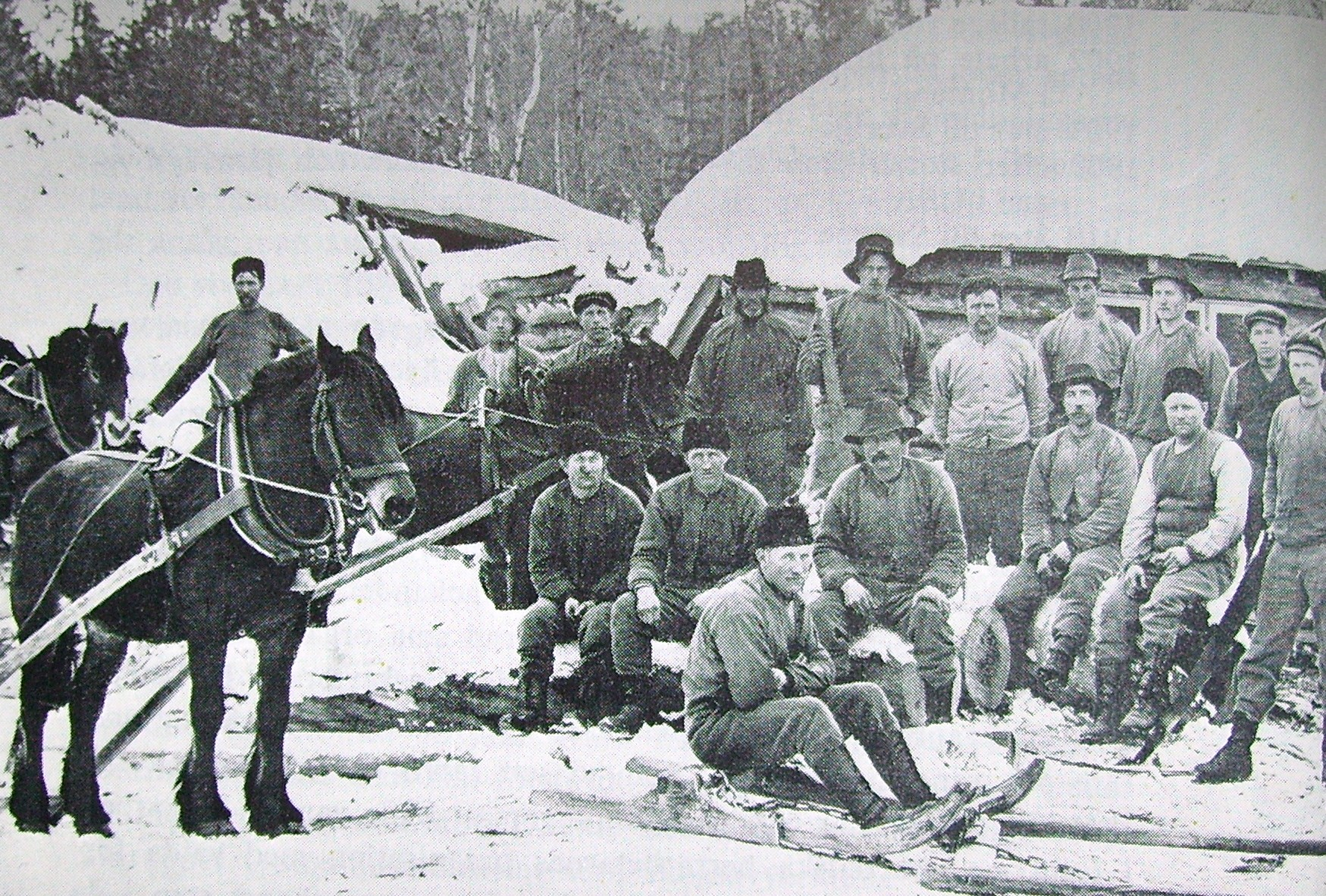
Лісоруби з волокушами в Дедре, Ємтланд, Швеція, 1911 р.

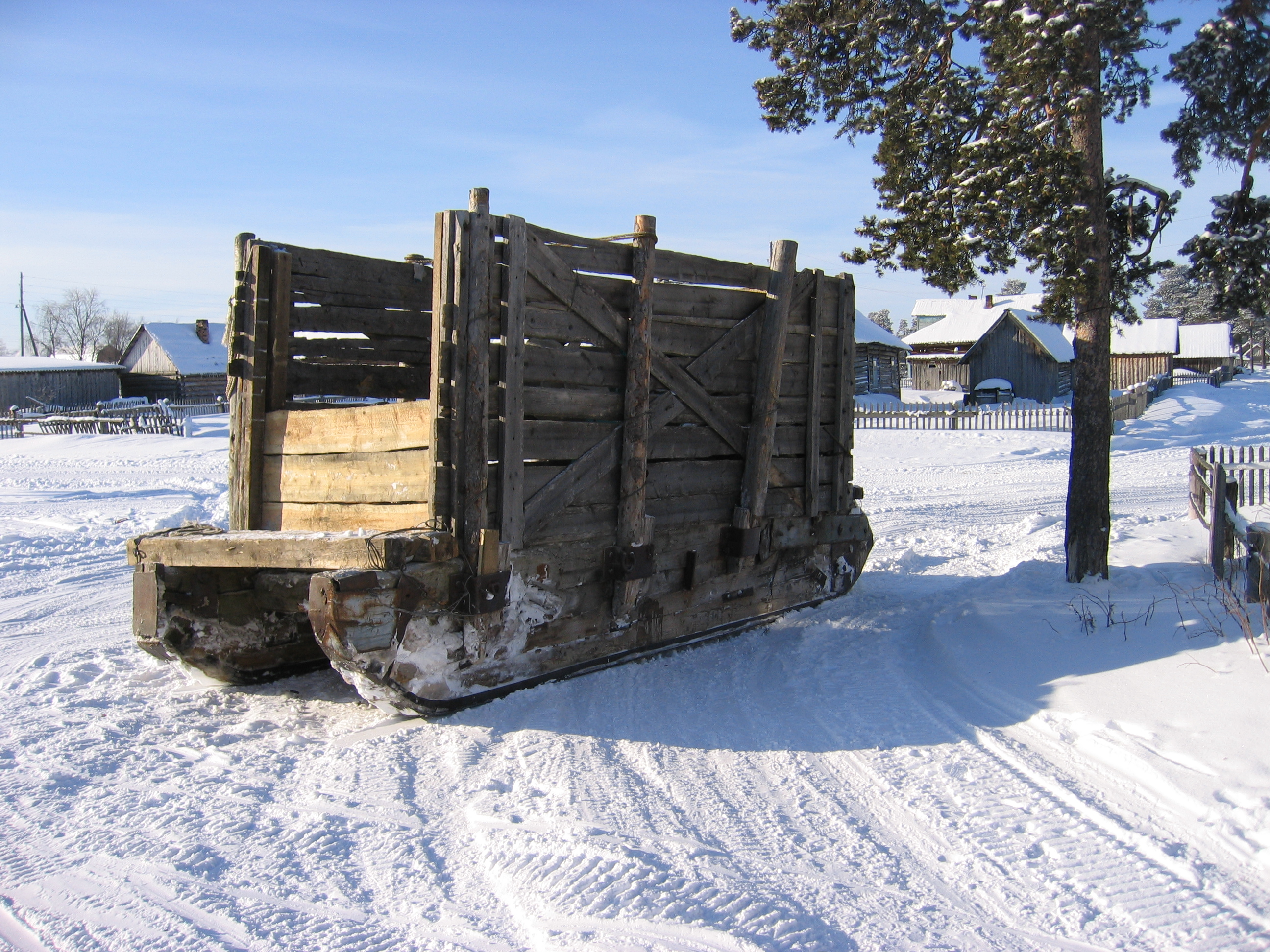
Тракторна волокуша

Волоку́ша — примітивний засіб пересування за допомогою тваринної запряжки, попередник саней.
Наприкінці XIX століття волокуші на території сучасної України засвідчені тільки в Карпатах (і то в перехідній формі до саней), у Російській імперії — у північних і північно-східних губерніях. В. І. Даль писав: «де сходяться Новгородська, Олонецька й Вологодська губернії, є села в непроїжджих лісах і болотах; жителі не знають колеса, а їздять, по мокрому моху, на волочугах…» («Где сходятся губ. Нвг., Ол. и Влгд., есть деревни в непроезжих лесах и болотах; жители не знают колеса, а ездят, по мокрому моху, на волочугах…»). Північноросійські волокуші влаштовувалися таким чином: два березові стовбури довжиною 2,5-2,8 м (3½—4 аршина), викопані із землі з кокорами (залишком кореня), з'єднувалися на відстані 50 см (3/4 аршина) від кокор дерев'яною поперечиною завдовжки 70-80 см (1—1¼ аршина) і завтовшки 9-14 см (2—3 вершки). У ці жердини, як у голоблі, впрягали коня, а кінці волочилися по землі на зразок санних полозів. Для перевезення вантажів (зазвичай сінних копиць) на поперечині укріплявся плетений з гілля чи бересту кузов чи на кокори клали поперечні гілки. Але частіше за все волокуші використовувалися для виволочування (трелювання) колод з первинного лісу, де не було ніяких доріг, тому застосування колісного транспорту було неможливим. Для цієї мети посередині поперечини робили отвір, у яке вставляли вертлюг з головкою в 27-30 см (6—7 вершків) завдовжки, до нижнього кінця якого, спорядженого вухами, прив'язували мотузкою («гайтаном») транспортовану колоду.
Ф. К. Вовк писав, що сани з «влаками» (дрюками, що волочилися за ними ззаду) він спостерігав у селі Злоцькому на Лемківщині. Вони мали деже короткі полози (окремий полоз там звали синя) та поперечну перекладину, до якої були прикріплені два влаки, теж з'єднані перекладиною.
Зараз волокушами називають сани без полозів, вантажні платформи, причіплювані до тракторів, снігоходів. Імпровізовані волокуші вживаються туристами для транспортування вручну вантажів, евакуації постраждалих. Шахтні волокуші мали вигляд санчат з коробом, вони використовувалися в перший період освоєння вугільних шахт.